# Perconia diluta
Perconia diluta là một loài bướm đêm trong họ Geometridae.